# 紅米Note 2
红米Note 2是小米科技于北京时间2015年8月13日14时在北京国家会议中心发布的智能手机，为红米Note系列的第二代机型。
红米Note 2于小米科技举办的2015小米秋季新品发布会上发布，是小米科技首次为红米手机举行独立的大型发布会。与红米Note 2一同发布的，还有MIUI的第七个迭代版本MIUI 7 。

## 简介
红米Note 2正面采用了一块5.5英寸（对角线）16:9比例的LCD显示屏，机身采用聚碳酸酯塑料材质，由初代红米Note上的抛光塑料改为哑光磨砂塑料，提供种颜色。硬件配置方面，红米Note 2搭载了联发科曦力X10 SoC，全系搭载2GB的RAM，并有16GB和32GB两种存储空间版本可选。

## 硬件

### 外观
红米Note 2正面采用了黑色的前面板，屏幕处于前面板正中，屏幕上方布置消息状态提示灯、光线距离感应器、听筒和前置摄像头，下方布置三个带有背光灯的红色标识按键，分别对应菜单/多任务、桌面及返回功能。机身侧面上部设置有3.5mm音频输出输入接口、降噪麦克风及红外发射窗口，右侧设有音量增减键及解锁锁定/电源二合一按键，下部左侧设有Micro USB接口，并有主麦克风开口。背部上方中央位置设有主摄像头，有银色保护圈作为点缀，紧靠主摄像头下方为LED补光灯，背部下方设有小米Logo以及扬声器网格孔。
红米Note 2支持可换后盖，销售时可自行选择后盖配色，也可自行在小米商城购买由小米生产的其他配色后盖，共有浅蓝、柠檬黄、粉红、白和黑五种颜色可选。此外，红米Note 2支持可更换电池，是小米科技旗下发布的机型中最后一款支持可更换电池的机型。消费者可在小米商城另行购买备用电池，并另有为电池充电的充电器上架销售。

### 屏幕
红米Note 2采用了一块5.5英寸（对角线）16:9比例的LCD显示屏，显示分辨率由上一代的720P提升至1080P，即1920×1080 。这块显示屏使用GFF工艺与前面板保护玻璃进行贴合，由友达、京东方和天马微电子联合供货。据小米提供的数据称，红米Note 2支持1000:1的对比度，并在软件上提供了“阳光屏”和“夜光屏”功能，在户外阳光直射环境支持高亮度显示，在夜间低亮度环境支持低亮度显示，这一功能被后续小米旗下众多机型所搭载。

### 芯片及存储
红米Note 2搭载了由联发科技提供的Helio（曦力）X10 SoC，是联发科技4G处理器系列的首款产品，部件代号为MT6795（T）。这款SoC采用了8核64位 Cortex-A53 构架，小米宣称其性能可达到其他厂商的旗舰机水平，是第一代红米Note性能的3.5倍，并与小米自家搭载骁龙801芯片的小米4及小米Note性能接近。存储方面，红米Note 2全部采用了LPDDR3规格的RAM以及eMMC5.0规格的ROM，且在拆下电池后，可自行安装最高为32GB的Micro SD卡进行存储扩展。

### 摄像
红米Note 2采用了500万像素的前置摄像头以及1300万像素的后置摄像头，后置传感器由三星、索尼等厂商联合供货，前置传感器则由OmniVision供货。其中后置摄像头支持最高达78度的广角，并支持相位对焦1080P 30帧的视频录制，前置摄像头则支持多种美颜模式。

### 其他功能
红米Note 2首次在红米手机系列中搭载了红外遥控功能，可通过随机预装的小米遥控APP或其他遥控类APP实现对绝大多数的支持遥控操作的电器设备进行控制。此外，红米Note 2还支持GPS、GLONASS及北斗三大导航系统，并实现了对5G Wifi的支持。

## 软件
红米Note 2出厂预装了MIUI 6，并在红米Note 2发布会召开后开放了MIUI 7的开发版下载。此后，红米Note 2分别在2016年6月、2017年9月获取到了MIUI 8及MIUI 9的系统更新，但由于联发科平台的底层驱动限制，红米Note 2的Android底层版本一直停留在Android 5.0.2未有更新。2018年8月27日，小米MIUI团队在对红米Note 2推送V9.6.2.0.LHMCNFD的更新之后，宣布终止了对红米Note 2的系统更新。

## 技术参数
红米Note 2提供三个销售版本，分别为移动版、双网通标准版以及双网通标配版。
| 項目            | 移动版 | 双网通标准版 | 双网通高配版 |
| --------------- | --- | --- | --- |
| 尺寸（mm）      | 152x76x8.25 | 152x76x8.25 | 152x76x8.25 |
| 重量（g）       | 160 | 160 | 160 |
| 屏幕            | 5.5英寸16:9屏幕比例 1920x1080 IPS GFF全贴合                                                                         | 5.5英寸16:9屏幕比例 1920x1080 IPS GFF全贴合                                                                         | 5.5英寸16:9屏幕比例 1920x1080 IPS GFF全贴合                                                                         |
| 前置摄像头      | 500万像素 | 500万像素 | 500万像素 |
| 后置摄像头      | 1300万像素 支持相位对焦                                                                                             | 1300万像素 支持相位对焦                                                                                             | 1300万像素 支持相位对焦                                                                                             |
| 芯片平台        | 联发科曦力X10 （MT6795） 最高运行主频2.0GHz                                                                         | 联发科曦力X10 （MT6795） 最高运行主频2.0GHz                                                                         | 联发科曦力X10 （MT6795T） 最高运行主频2.2GHz                                                                        |
| CPU             | 8*2.0GHz ARM Cortex-A53                                                                                             | 8*2.0GHz ARM Cortex-A53                                                                                             | 8*2.2GHz ARM Cortex-A53                                                                                             |
| GPU             | Power VR G6200 700MHz                                                                                               | Power VR G6200 700MHz                                                                                               | Power VR G6200 700MHz                                                                                               |
| 支持网络        | 4G：FDD-LTE(B1/B3/B7)、TDD-LTE(B4/B39/B40/B41) 3G：TD-SCDMA(B34/B39)、WCDMA(B1/B2/B5/B8) 2G：GSM(B2/B3/B8) 双卡双待 | 4G：FDD-LTE(B1/B3/B7)、TDD-LTE(B4/B39/B40/B41) 3G：TD-SCDMA(B34/B39)、WCDMA(B1/B2/B5/B8) 2G：GSM(B2/B3/B8) 双卡双待 | 4G：FDD-LTE(B1/B3/B7)、TDD-LTE(B4/B39/B40/B41) 3G：TD-SCDMA(B34/B39)、WCDMA(B1/B2/B5/B8) 2G：GSM(B2/B3/B8) 双卡双待 |
| 网络制式        | 4G：TDD-LTE(B4/B39/B40/B41) 3G：TD-SCDMA(B34/B39) 2G：GSM(B2/B3/B8) 双卡双待                                        | 4G：FDD-LTE(B1/B3/B7)、TDD-LTE(B4/B39/B40/B41) 3G：TD-SCDMA(B34/B39)、WCDMA(B1/B2/B5/B8) 2G：GSM(B2/B3/B8) 双卡双待 | 4G：FDD-LTE(B1/B3/B7)、TDD-LTE(B4/B39/B40/B41) 3G：TD-SCDMA(B34/B39)、WCDMA(B1/B2/B5/B8) 2G：GSM(B2/B3/B8) 双卡双待 |
| 运行内存（RAM） | 2GB LPDDR3 933MHz                                                                                                   | 2GB LPDDR3 933MHz                                                                                                   | 2GB LPDDR3 933MHz                                                                                                   |
| 闪存存储（ROM） | 16GB eMMC5.0 | 16GB eMMC5.0 | 32GB eMMC5.0 |
| 扩展存储        | MicroSD，最大32GB                                                                                                   | MicroSD，最大32GB                                                                                                   | MicroSD，最大32GB                                                                                                   |
| 介面            | 基于Android 5.0.2的MIUI 6 (可更新至MIUI 9)                                                                          | 基于Android 5.0.2的MIUI 6 (可更新至MIUI 9)                                                                          | 基于Android 5.0.2的MIUI 6 (可更新至MIUI 9)                                                                          |
| 電池            | 3020mAh Li-Po (可換式)                                                                                              | 3020mAh Li-Po (可換式)                                                                                              | 3020mAh Li-Po (可換式)                                                                                              |
| 感应器          | 陀螺仪、光线感应器、重力感应器、距离感应器、电子罗盘、红外                                                          | 陀螺仪、光线感应器、重力感应器、距离感应器、电子罗盘、红外                                                          | 陀螺仪、光线感应器、重力感应器、距离感应器、电子罗盘、红外                                                          |
| 卫星定位        | GPS、A-GPS、GLONASS、北斗卫星导航系统                                                                               | GPS、A-GPS、GLONASS、北斗卫星导航系统                                                                               | GPS、A-GPS、GLONASS、北斗卫星导航系统                                                                               |
| 传输技术        | MicroUSB 2.0、双频Wi-Fi a/b/g/n/ac (2.4/5GHz) 、蓝牙4.0、WiFi Display、WiFi Direct                                  | MicroUSB 2.0、双频Wi-Fi a/b/g/n/ac (2.4/5GHz) 、蓝牙4.0、WiFi Display、WiFi Direct                                  | MicroUSB 2.0、双频Wi-Fi a/b/g/n/ac (2.4/5GHz) 、蓝牙4.0、WiFi Display、WiFi Direct                                  |
| 注              | 移动版机型需刷入双网通固件才可支持FDD及WCDMA网络                                                                    | 移动版机型需刷入双网通固件才可支持FDD及WCDMA网络                                                                    | 移动版机型需刷入双网通固件才可支持FDD及WCDMA网络                                                                    |
| 参考资料        | [ 2 ] | [ 2 ] | [ 2 ] |

## 销售
红米Note 2的移动版、双网通版和高配双网通版定价分别为799元、899元和999元人民币，北京时间2015年8月16日10时正式在小米商城以及合作平台上架销售。

## 相关事件

### 红米Note 2宣传页面相关事件
红米Note2发售初期，在中国大陆的B2C商城，例如京东、苏宁等产品介绍中，曾提及其使用的是来自于夏普或友达的屏幕面板以及来自于三星的后置摄像头传感器。但在部分消费者购买到该款手机之后，根据其自带测试工具查询后却得知，红米Note 2搭载的显示屏元件来自于中国深圳的元件供应商天马微电子，后置摄像传感器则显示为来自于豪威科技。然而根据小米官网的商品页面得知，红米Note 2并未承诺使用夏普、友达的显示屏面板，后置摄像传感器的提供方也并非仅有三星一家。这一事件由于小米官方从未作出任何回应，从而演变成红米Note 2“换屏门”事件。部分消费者对小米这一行为是否构成虚假宣传产生质疑，亦有消费者认为小米此举意图“以次充好”。

### 红米Note 2 Wifi断流事件
2015年11月，陆续有自称购买了红米Note 2及搭载同款芯片的红米Note 3的用户宣称他们购买到的手机在正常使用中有几率发生连接Wifi后无网速或断联、反复连接等故障。MIUI论坛相关解答组成员回应称这一故障与其搭载的联发科曦力X10芯片有关，小米方面无法自行修复此故障，只能通过后续优化减少此故障的出现几率。有网友宣称已成立维权群，要求小米公司给予赔偿。后联发科技回应会向相关厂商提供修复固件，以解决这一问题。即便如此，依然有媒体评论小米的高性价比为伪命题。

## 外部連結
- 小米手機官方網站 （页面存档备份，存于）
- 紅米Note 2 頁面 （页面存档备份，存于）